# Seol In-ah
Seol In-ah (설인아?, 薛仁雅?, Seol In-aLR, Sŏl InaMR), pseudonimo di Bang Ye-rin (방예린?, 方藝隣?, Bang Ye-rinLR, Pang YerinMR; Suwon, 3 gennaio 1996), è un'attrice sudcoreana.

## Filmografia

### Cinema
- Nun-eul gamda (2017)
- Emergency Declaration (비상선언?, Bisang seon-eonLR), regia di Han Jae-rim (2021)
- Uri sarang-i hyanggiro nam-eul ttae (우리 사랑이 향기로 남을 때?), regia di Lim Sung-yong (2023)

### Televisione
- Producer (프로듀사?) – serie TV, episodio 10 (2015)
- Okjunghwa (옥중화?) – serie TV (2016)
- Himssen-yeoja Do Bong-soon (힘쎈여자 도봉순?) – serie TV (2017)
- Hakgyo 2017 (학교 2017?) – serie TV (2017)
- Nae-ildo malg-eum (내일도 맑음?) – serie TV (2018)
- Teukbyeolgeullogamdokgwan Jo Jang-pung (특별근로감독관 조장풍?) – serie TV (2019)
- Sarang-eun beautiful insaeng-eun wonderful (사랑은 뷰티풀 인생은 원더풀?) – serie TV (2019)
- Record of Youth (청춘기록?, Cheongchun-girokLR) – serie TV (2020)
- Cheor-in wanghu (철인왕후?) – serie TV (2020-2021)
- Business Proposal (사내맞선?, SanaematseonLR) – serie TV (2022)
- Oasis (오아시스?) – serie TV (2023)
- Banjjag-ineun watermelon (반짝이는 워터멜론?) – serie TV (2023)
- Celebrity (셀러브리티?) – serie TV, episodio 4 (2023)